# Anne-Laure Mignerey
Anne-Laure Mignerey (gebürtig Condevaux, * 16. Juli 1973 in Ambilly) ist eine ehemalige französische Skilangläuferin und Biathletin. Sie ist verheiratet und im Zivilberuf Zollbeamtin.

## Werdegang
Mignerey nahm als Skilangläuferin von 1993 bis 2002 vorwiegend am Continental-Cup teil. Dabei holte sie einen Sieg und jeweils drei zweite und dritte Plätze. Bei der Winter-Universiade 1995 in Candanchú errang sie den 15. Platz über 10 km klassisch und den achten Platz über 15 km Freistil. Ihr erstes Weltcuprennen lief sie im März 1996 in Falun, welches sie auf dem 14. Platz mit der Staffel beendete. Bei den Nordischen Skiweltmeisterschaften 1997 in Trondheim belegte sie den 53. Platz über 5 km klassisch, den 37. Rang über 15 km Freistil und den siebten Platz mit der Staffel. In der Saison 1997/98 holte sie in Mailand mit dem 16. Platz im Sprint ihre ersten Weltcuppunkte. Dies war zugleich ihr bestes Einzelergebnis im Weltcup. Beim Saisonhöhepunkt, den Olympischen Winterspielen 1998 in Nagano, kam sie auf den 64. Platz über 5 km klassisch und auf den 11. Rang zusammen mit Sophie Villeneuve, Annick Vaxelaire-Pierrel und Karine Laurent Philippot in der Staffel. In der Saison 1998/99 errang sie in Mailand mit dem 23. Platz im Sprint nochmals Weltcuppunkte.  Bei den Nordischen Skiweltmeisterschaften 1999 in Ramsau am Dachstein wurde sie Neunte mit der Staffel.
Im Biathlon startete sie in der Saison 1999/2000 erstmals im Europacup. Dabei erreichte sie in Champex-Lac mit dem dritten Platz in der Staffel ihre erste Podestplatzierung in dieser Rennserie. In der Saison 2001/02 holte sie im Sprint in Haute-Maurienne ihren ersten Sieg im Europacup. In der folgenden Saison siegte sie im Einzel in Méribel und belegte in Gurnigel den dritten Platz im Sprint und den zweiten Rang in der Verfolgung. Sie erreichte damit den 15. Platz in der Gesamtwertung des Europacups. Nach vier Top-Zehn-Platzierungen im Europacup zu Beginn der Saison 2004/05, lief sie in Antholz erstmals im Biathlon-Weltcup. Dort holte sie mit dem 22. Platz im Einzel ihre ersten Weltcuppunkte. Es folgten drei weitere Platzierungen in den Punkterängen und zum Saisonende der 66. Platz im Gesamtweltcup. Zudem erreichte sie in Pragelato mit dem zweiten Platz mit der Staffel ihre erste Podestplatzierung im Weltcup. Beim Saisonhöhepunkt, den Biathlon-Weltmeisterschaften 2005 in Hochfilzen, belegte sie den 45. Platz in der Verfolgung, den 33. Rang im Sprint und den vierten Platz mit der Staffel. Bei der Biathlon-Mixed-Relay-Weltmeisterschaft 2005 in Chanty-Mansijsk erreichte sie mit der gemischten Staffel den fünften Platz. Nach Platz 67 im Sprint beim Weltcup in Östersund zu Beginn der Saison 2005/06, nahm sie wieder am Europacup teil. Dabei kam sie viermal unter die ersten Zehn und erreichte zum Saisonende mit dem siebten Platz in der Gesamtwertung ihr bestes Gesamtergebnis. Ihre besten Ergebnisse bei den Biathlon-Europameisterschaften 2006 waren der sechste Platz im Sprint und der fünfte Rang mit der Staffel. Ihr letztes Rennen im Europacup absolvierte sie im Januar 2007 in Pragelato, welches sie auf dem fünften Platz im Sprint beendete.

## Bilanz im Biathlon-Weltcup
Die Tabelle zeigt alle Platzierungen (je nach Austragungsjahr einschließlich Olympische Spiele und Weltmeisterschaften).
- 1.–3. Platz: Anzahl der Podiumsplatzierungen
- Top 10: Anzahl der Platzierungen unter den ersten zehn (einschließlich Podium)
- Punkteränge: Anzahl der Platzierungen innerhalb der Punkteränge (einschließlich Podium und Top 10)
- Starts: Anzahl gelaufener Rennen in der jeweiligen Disziplin
- Staffel: inklusive Mixed- und Single-Mixed-Staffeln

| Platzierung | Einzel | Sprint | Verfolgung | Massenstart | Staffel | Gesamt |
| ----------- | ------ | ------ | ---------- | ----------- | ------- | ------ |
| 1. Platz    |        |        |            |             |         |        |
| 2. Platz    |        |        |            |             | 1       | 1      |
| 3. Platz    |        |        |            |             |         |        |
| Top 10      |        |        |            |             | 3       | 3      |
| Punkteränge | 1      | 2      | 1          |             | 3       | 7      |
| Starts      | 2      | 7      | 4          |             | 3       | 16     |